# 마틴 소럴
마틴 소럴 경(영어: Sir Martin Sorrell, 1945년 2월 14일 ~ )은 영국의 기업인으로, WPP 그룹의 광고 사업을 총괄했다.
런던에서 태어난 소럴은 케임브리지 대학교에서 경제학을 공부한 뒤 하버드 대학교에서 경영학 석사를 취득했다. 광고회사 사치 앤드 사치의 재무책임자로 일하다가 '내 광고회사를 차리겠다'는 생각으로 1985년부터 WPP에서 광고사업을 시작했고, 1987년부터 2018년까지 CEO로서 WPP 그룹을 이끌었다.
소럴은 2015년 10월 하버드비즈니스리뷰(HBR)가 발표한 세계 최고 CEO 순위에서 5위를 차지했다.
2011년 세계지식포럼과 2013년 아시안리더십콘퍼런스를 통해 한국에 방문하였다.

## 서훈
- 2000년 기사작위(Knight Bachelor) 서임[1]

## 주해
1. ↑  크라이스트 칼리지(Christ's College, Cambridge), B.A.